# Rafał Sarnecki
Rafał Sarnecki (né le 8 janvier 1990) est un coureur cycliste polonais, spécialisé dans les épreuves de sprint sur piste.

## Palmarès

### Jeux olympiques
- Rio 2016
  - 7e de la vitesse par équipes
  - 18e de la vitesse individuelle (éliminé au repêchage du premier tour)

### Championnats du monde
- 2008
  -  Médaillé de bronze de la vitesse par équipes juniors
- Paris 2015
  - 7e de la vitesse par équipes
- Londres 2016
  - 8e de la vitesse par équipes
  - 17e du keirin (éliminé aux repêchages du premier tour)[1]
- Hong Kong 2017
  - 4e de la vitesse par équipes[2]
  - 22e de la vitesse individuelle (éliminé en seizième de finale)[3]
- Apeldoorn 2018
  - 13e de la vitesse par équipes[4]
- Pruszków 2019
  - 7e de la vitesse par équipes[5]

### Coupe du monde
- 2017-2018
  - 2e de la vitesse par équipes à Minsk
- 2019-2020
  - 2e de la vitesse par équipes à Milton
  - 3e du keirin à Milton

### Championnats d'Europe
- Pruszkow 2008
  -  Médaillé de bronze de la vitesse par équipes juniors
- Saint-Pétersbourg 2010
  -  Médaillé de bronze de la vitesse par équipes espoirs
- Anadia 2012
  -  Médaillé de bronze de la vitesse par équipes espoirs
- Granges 2015
  -  Médaillé d'argent de la vitesse par équipes élites
- Granges 2023
  - 8e du keirin
  - 12e de la vitesse
- Apeldoorn 2024
  -  Médaillé de bronze de la vitesse par équipes

### Championnats nationaux
- Champion de Pologne de vitesse individuelle en 2012
- Champion de Pologne de keirin en 2015
- Champion de Pologne de vitesse par équipes en 2010, 2011, 2014, 2015, 2016, 2018, 2019, 2020, 2021, 2022 et 2023